# Rafael Leszczyński
Rafael Leszczyński (en polonès Rafał Leszczyński) va néixer l'octubre de 1579 a la població ucraïnesa de Lviv i va morir el 29 de març de 1636 a Włodawa (Polònia). Era un noble polonès, fill d'Andreu Leszczyński (1559-1605) i d'Anna Firlejowna (1560-1588). Castlà de Kalisz des de 1618, va esdevenir voivoda de Belz en 1620, i starost de Hrubieszów el 1633.
Va rebre una àmplia educació en el camp del Dret, humanitats, teologia, ciència militar, ciències naturals, i fins i tot va estudiar Galileu. També va viatjar per gran part d'Europa.
Va començar la seva carrera política al parlament local de Sandomierz Voivodeship. Era un opositor del rei Segimon III Vasa, però mai es va aixecar en rebel·lió obertament, ni va participar en la Rebel·lió de Zebrzydowski. De confessió protestant, va ser un defensor dels drets dels protestants i de la tolerància religiosa en la Confederació de Polònia i Lituània, dedicant la major part de la seva influència política als assumptes de la religió. Va acollir membres de l'església Txeca i refugiats procedents de Silèsia durant la Guerra dels Trenta Anys. Va patrocinar moltes noves esglésies protestants, així com escoles, i va millorar les ja existents, com l'escola de Leszno. Se'l coneixia com el Papa dels calvinistes de Polònia". En política exterior, va donar suport a la cooperació tant amb els catòlics de França com amb els protestants de Suècia.
Va mantenir correspondència amb Gabor Bethlen de Transsilvània i amb Jordi Guillem de Brandenburg. Aquest li va donar una paga anual de 3000 Złoty a canvi del seu suport a la causa protestant. A partir de 1629 també mantenia correspondència amb el canceller suec Axel Oxenstierna. Era un ferm partidari del casament entre en el rei Ladislau IV de Polònia i una princesa protestant. El 1635 va prendre part en les negociacions amb Suècia on va treballar d'acord amb l'ambaixador francès, el comte Claude d'Avaux, mostrant-se sempre partidari d'evitar les hostilitats entre Suècia i Polònia.

## Matrimoni i fills
El 1604 es va casar amb Anna Radzimińska (1586-1635), filla d'Estanislau Radzimiński (1528-1591) i de Teodora Sanguszko (1565-1598). El matrimoni va tenir els següents fills: 
- Teodora (1605- ?)
- Andreu (1606-1651)
- Rafael (1607-1644)
- Boguslau (1614-1659, casat primer amb la comtessa Anna Dönhoff (1621-1655) i després amb la princesa Joana Caterina Radziwill (1637-1665).
- Ladislau (1616-1661)